# Рудольф II (маркграф Хахберг-Заузенберга)
Рудольф II фон Хахберг-Заузенберг (нем. Rudolf II. von Hachberg-Sausenberg, около 1301—1352) — маркграф Хахберг-Заузенберга с 1318 по 1352 годы.
Рудольф II был сыном Рудольфа I Хахберг-Заузенбергского и Агнес, наследной дочери Отто Рёттельнского. Он перенял власть в 1318 году после ранней смерти своего старшего брата Генриха, управляя совместно с младшим братом Отто. При этом главная резиденция была перенесена из Заузенбурга в Рёттельн.
По неизвестной причине (не исключено, что из-за поддержки Габсбургов) осенью 1332 года Рудольф (либо его брат Отто) заколол базельского бургомистра Буркхарда Вернера фон Рамштайна (нем. Burkhard Werner von Ramstein), за чем базельские вооружённые отряды, требуя сатисфакции, осадили замок Рёттельн. Конфликт удалось погасить лишь благодаря посредничеству региональных дворянских родов.

## Семья
Рудольф II был женат на Катарине фон Тирштайн (нем. Katharina von Thierstein), и имел двоих детей:
- Рудольф (1343—1428)
- Агнес (ум. около 1405), позднее жена Буркхарда II барона фон Бухэгга (нем. Burkhard II. von Buchegg)